# Ольгерд (ім'я)
Ольге́рд (біл. Альге́рд), або О́льґерд (пол. Olgierd, лит. Algirdas, д.-рус. Олькгердъ), — українське, білоруське та польське чоловіче ім'я литовського походження.
Іменини: 11 лютого, 4 листопада.

## Варіанти написання
Варіанти написання імені в джерелах:
- Алкрирд
- Олгер
- Олгердадъ
- Олгердикъ
- Олгердудъ
- Олгердъ
- Олгеръдикъ
- Олгидр
- Олгидрѣ
- Олгирл
- Олгирдикъ
- Олгирдъ
- Олтирдъ
- Олгиръдъ
- Олгрирдъ
- Олгырдъ
- Олигирдъ
- Олигордъ
- Олигоръдъ
- Олигрдъ
- Олирдъ
- Олкгердъ
- Олкгирдъ
- Олъгирд
- Олъгирдъ
- Олъгирдь
- Олькирдъ
- Ольгирдъ
- Ольгирдь
- Олькгерд
- Олькгирдъ
- Оркгирдъ
- Olgerd[5]
- Olgerdus
- Olgerth[5]
- Olgierd
- Olgiird
- Olgyerth[5]

## Особи
- Ольгерд — Великий князь Литовський;
- Ольгерд Бахаревич — білоруський письменник;
- Ольгерд Гурка — польський історик та громадський діяч;
- Ольгерд Кричинський — польський громадський діяч, учасник татарського національного руху;
- Ольгерд Лукашевич — польський актор;
- Ольгерд-Іполит Бочковський — український соціолог.